# Музыкальный переулок (Киев)
Музыка́льный переу́лок — исчезнувший переулок Киева. Пролегал от Прорезной улицы (в районе нынешнего дома № 6) до площади со сквером в глубине квартала.

## История
В 1874 году на средства Киевской городской Думы был вымощен тротуар от Васильчиковской улицы (ныне Прорезной).
В переулке находился памятник Глинке (арх. Владимир Николаев) который был открыт 21 декабря 1910 года. Один из немногих сохранившихся киевских дореволюционных памятников. В 1955 году памятник был перенесён из Музыкального переулка в парк Мариинского дворца.
Переулок был разрушен вместе с Крещатиком 24 сентября 1941 года советскими диверсантами, когда Киев был оставлен Красной армией.

## Застройка
- Музыкальная школа (арх. И. Каракис) — не сохранилась.
- Консерватория и концертный зал (арх. И. Каракис) — частично сохранилась в составе Дома архитектора.
- Ломбард (№ 3) — сохранились детали фасада, присоединен к зданию Киевметростроя (нынешний адрес: Прорезная улица, 8)